# Ottavio Missoni
Ottavio Missoni (11 de febrer de 1921 - 9 de maig de 2013) va ser un esportista i dissenyador italià, fundador de l'etiqueta de moda italiana Missoni i corredor de tanques olímpiques.

## Biografia

### Infància a Dalmàcia
Va néixer el 1921 a Dubrovnik, en el llavors regne de Iugoslàvia. El seu pare es deia Vittorio Missoni, de Giuliana, capità, fill d'un jutge; i la seva mare, de nom Teresa de Vidovich, era de Dalmacia, descendent d'una antiga i noble família de Šibenik. Es va traslladar als sis anys a Zadar, on va passar la seva joventut fins al 1941.

### Carrera esportiva
Va dividir el seu temps entre l'estudi i l'atletisme. El 1935 va vestir la samarreta azzurra, en l'especialitat de 400 metres plans i 400 metres barres. En la seva carrera va conquistar vuit títols nacionals.
El 1939 es va convertir en campió mundial estudiantil a Viena. Després de la Segona Guerra Mundial va participar en els Jocs Olímpics de Londres 1948, i es va classificar en la sisena posició en la final dels 400 m barres i va córrer com a segon corredor en el relleu 4 x 400 metres. En aquella ocasió va conèixer al seu compatriota Rosita, que fet i fet seria la seva esposa.
Mai va abandonar l'atletisme, ja que, fins i tot després dels 80 anys, va participar en les competicions FIDAL i internacional d'atletisme màster.

### La Segona Guerra Mundial
Missoni va participar en la Batalla del Alamein i va ser fet presoner pels aliats. Després d'haver passat 4 anys en un camp de presoners a Egipte, el 1946 va tornar a Trieste, a Itàlia, on es va matricular al Liceu Oberdan.

## Assoliments
| Any  | Competència   | Lloc    | Posició | Esdeveniment      | Rendiment | Nota  |
| ---- | ------------- | ------- | ------- | ----------------- | --------- | ----- |
| 1948 | Jocs Olímpics | Londres | 6è.     | 400 metres barres | 54.0      | [ 5 ] |
| 1948 | Jocs Olímpics | Londres | Final   | 4x400 metres      | DNF       |       |

## Campionats nacionals
Missoni va guanyar el campionat nacional d'individuals en quatre ocasions.
- 3 victòries en 400 metres barres (1941, 1947, 1948)
- 1 victòria en 400 metres (1939)